# Melgaço
Melgaço – miejscowość w Portugalii, leżąca w dystrykcie Viana do Castelo, w regionie Północ w podregionie Minho-Lima. Miejscowość jest siedzibą gminy o tej samej nazwie.

## Demografia
| Liczba ludności gminy Melgaço (1801–2011) | Liczba ludności gminy Melgaço (1801–2011) | Liczba ludności gminy Melgaço (1801–2011) | Liczba ludności gminy Melgaço (1801–2011) | Liczba ludności gminy Melgaço (1801–2011) | Liczba ludności gminy Melgaço (1801–2011) | Liczba ludności gminy Melgaço (1801–2011) | Liczba ludności gminy Melgaço (1801–2011) | Liczba ludności gminy Melgaço (1801–2011) | Liczba ludności gminy Melgaço (1801–2011) |
| ----------------------------------------- | ----------------------------------------- | ----------------------------------------- | ----------------------------------------- | ----------------------------------------- | ----------------------------------------- | ----------------------------------------- | ----------------------------------------- | ----------------------------------------- | ----------------------------------------- |
| 1801                                      | 1849                                      | 1900                                      | 1930                                      | 1960                                      | 1981                                      | 1991                                      | 2001                                      | 2004                                      | 2011                                      |
| 5 141                                     | 7 960                                     | 15 558                                    | 15 759                                    | 18 211                                    | 13 246                                    | 11 018                                    | 9 996                                     | 9 739                                     | 9 213                                     |

## Sołectwa
Sołectwa gminy Melgaço (ludność wg stanu na 2011 r.)
- Alvaredo – 528 osób
- Castro Laboreiro – 540 osób
- Chaviães – 385 osób
- Cousso – 294 osoby
- Cristoval – 528 osób
- Cubalhão – 156 osób
- Fiães – 239 osób
- Gave – 237 osób
- Lamas de Mouro – 117 osób
- Paços – 317 osób
- Paderne – 1160 osób
- Parada do Monte – 370 osób
- Penso – 523 osoby
- Prado – 452 osoby
- Remoães – 98 osób
- Roussas – 1107 osób
- São Paio – 602 osoby
- Vila – 1560 osób